# Хеймаэй
Хе́ймаэй (исл. Heimaey) — остров в Исландии. Образовался в результате деятельности вулканического комплекса Вестманнаэйяр.

## География
Остров Хеймаэй находится к югу от Исландии, в Атлантическом океане, и является самым крупным и единственным постоянно обитаемым островом в группе Вестманнаэйяр. Площадь острова Хеймаэй составляет 13,4 км². Численность населения — 4040 человек (на 1 декабря 2007 года). Хеймаэй является также самым крупным из всех прибрежных островов Исландии.

## История
В январе 1973 года, вследствие извержения нового вулкана, Эльдфетль, в непосредственной близости от города Вестманнаэйяр на острове Хеймаэй, всё население острова было срочно эвакуировано на судах местной рыболовной флотилии, а сам город покрыт многометровым слоем чёрного пепла. Огненная лава постепенно стекала в гавань острова и, застыв, создала дополнительную защиту для порта от океанских волн. После этого события город Вестманнаэйяр на острове Хеймаэй получил у исландцев название «Северных Помпей» (Pompei Norðursins).

## Экономика и транспорт
Основное занятие местных жителей — рыболовство. Добраться на остров Хеймаэй можно по воздуху или на пароме, постоянно курсирующем между островом и Исландией.

## Галерея

Хеймаэй - Heimaey 1980
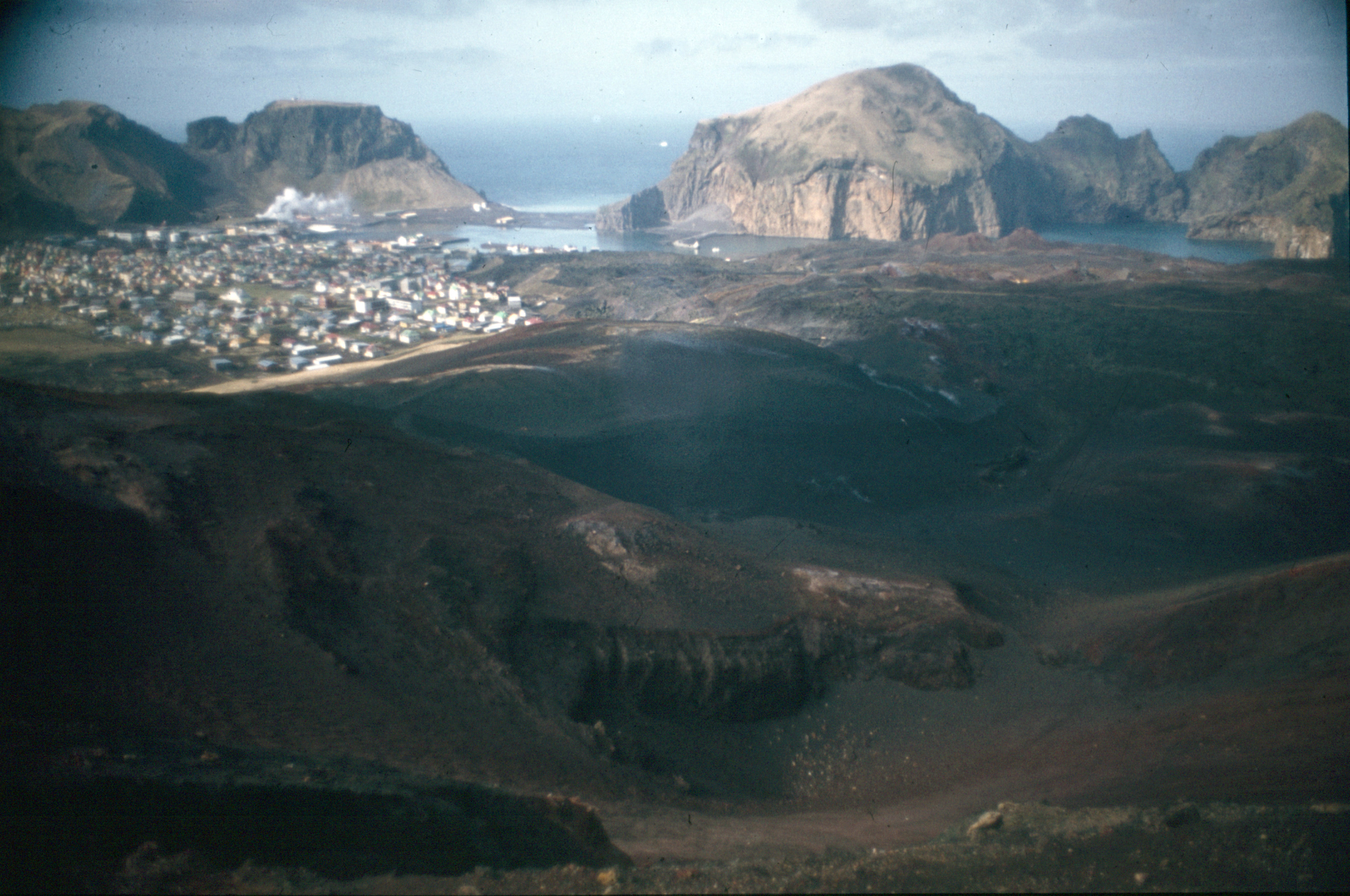
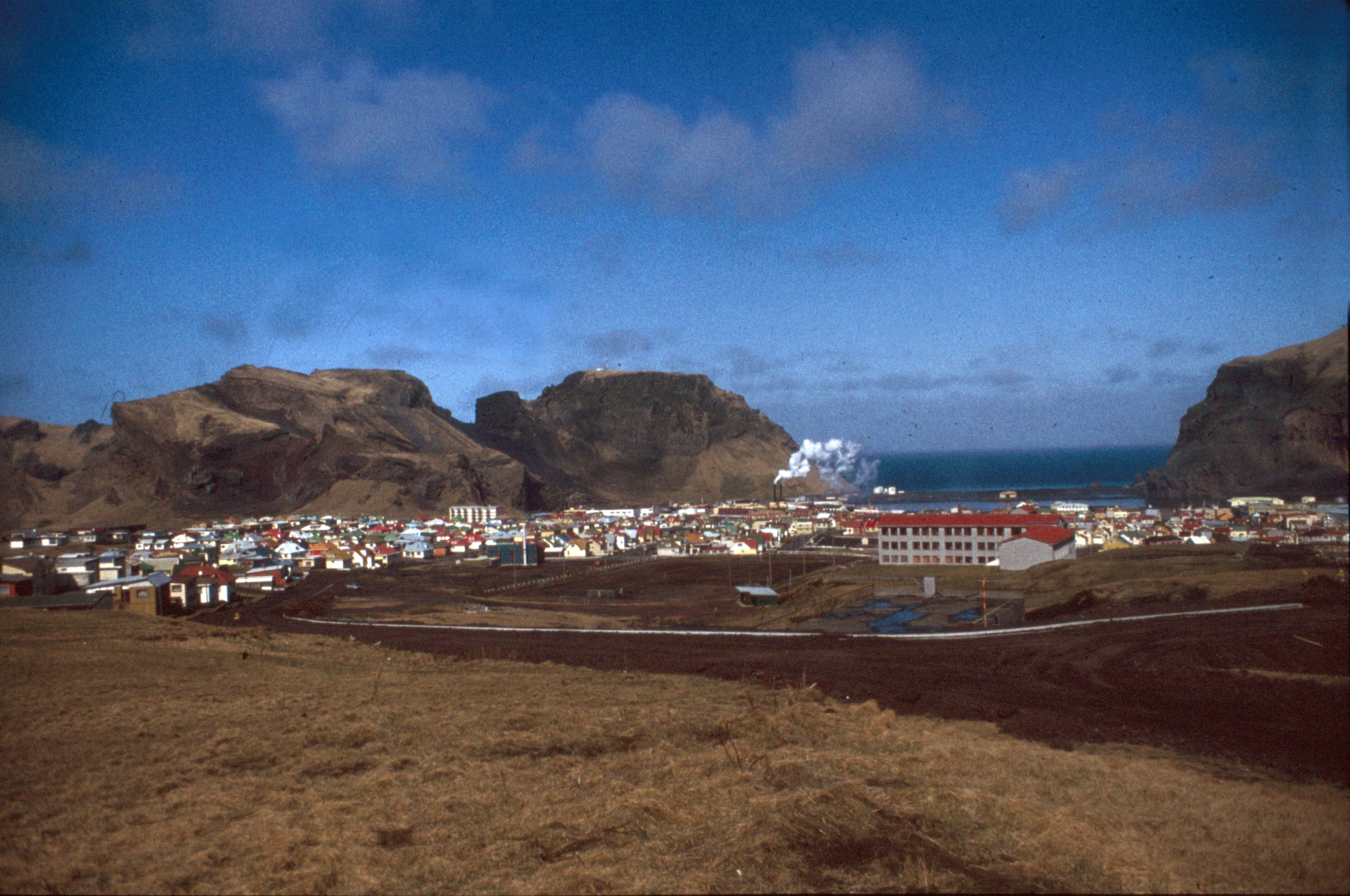
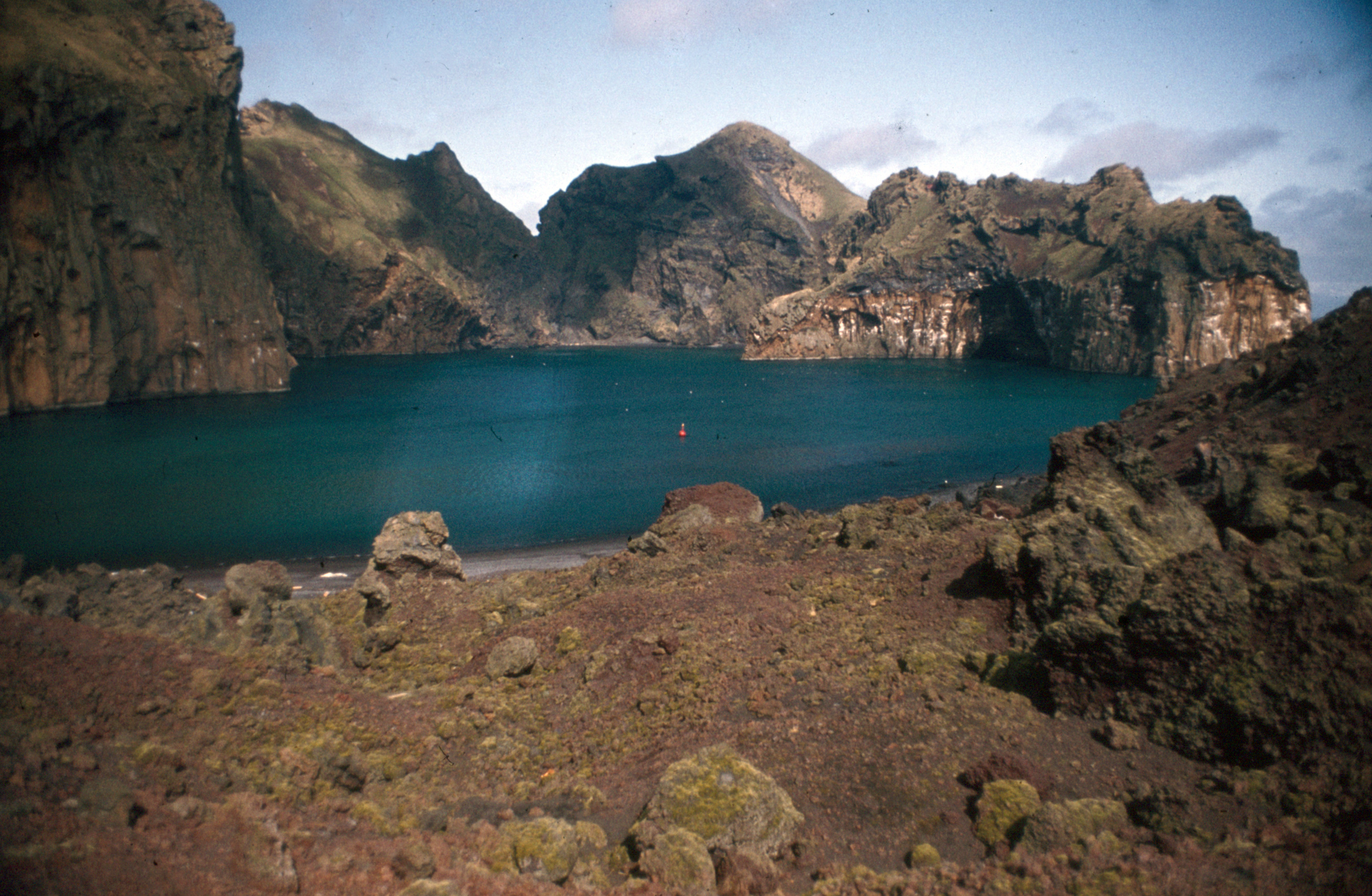
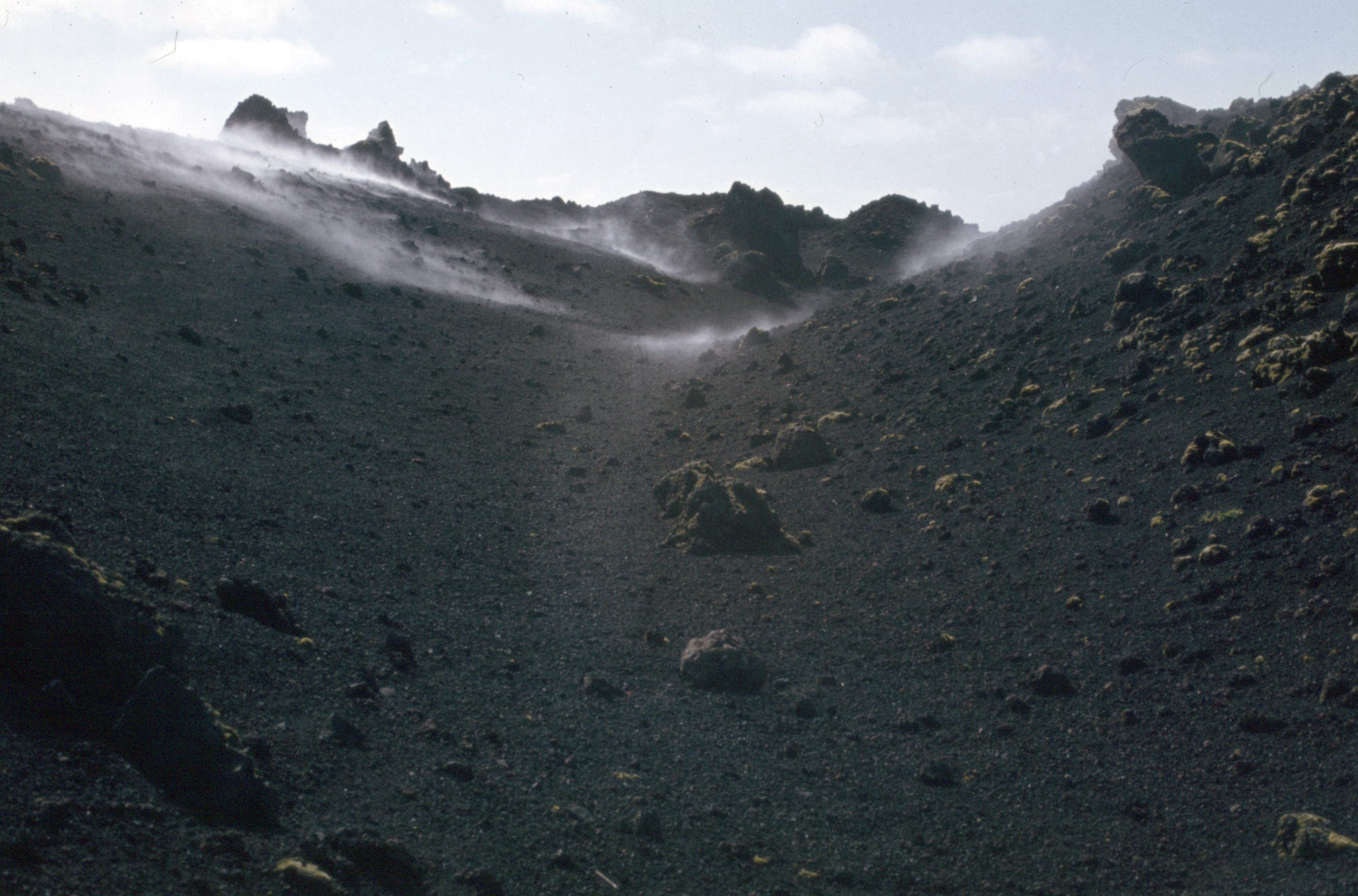
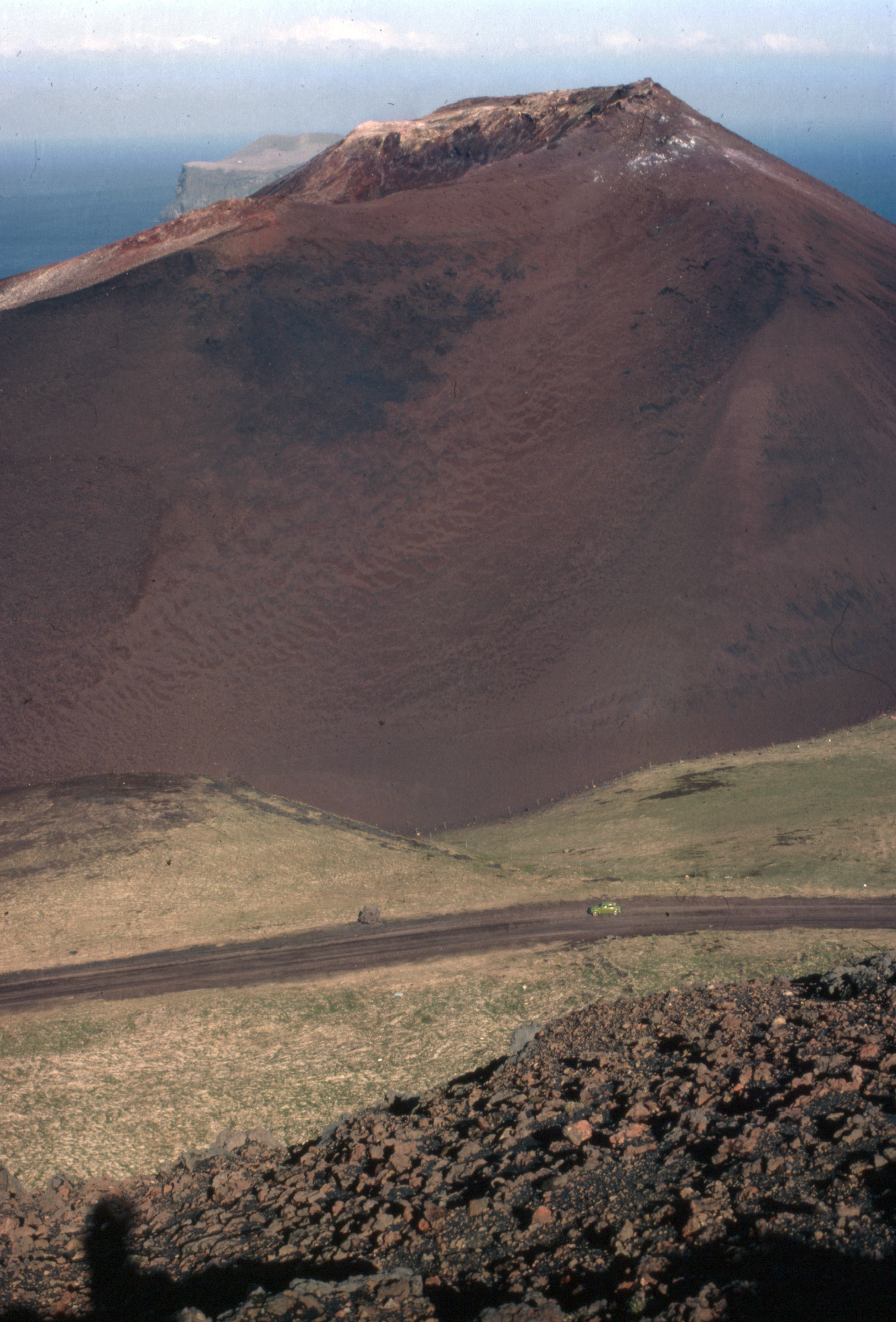
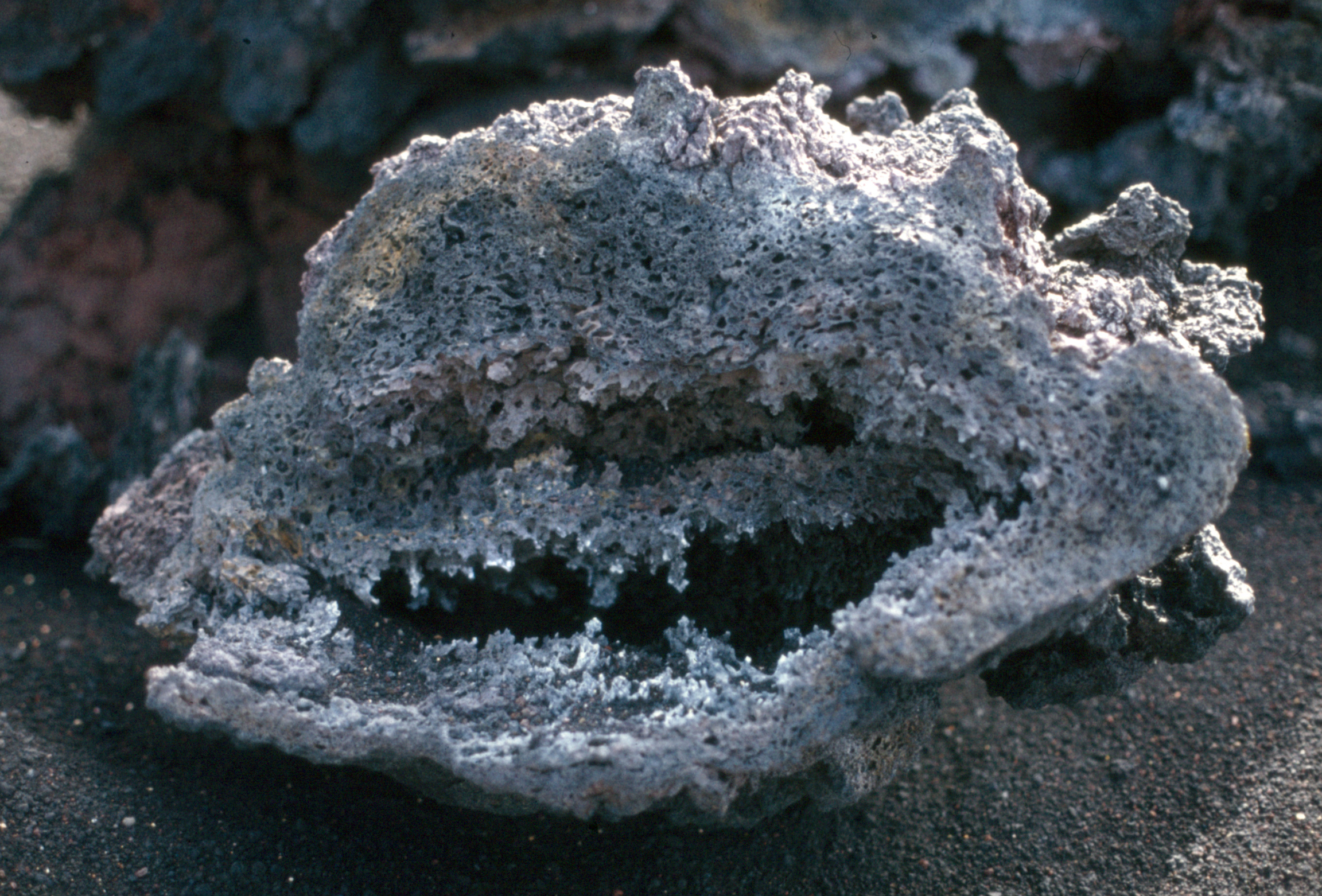
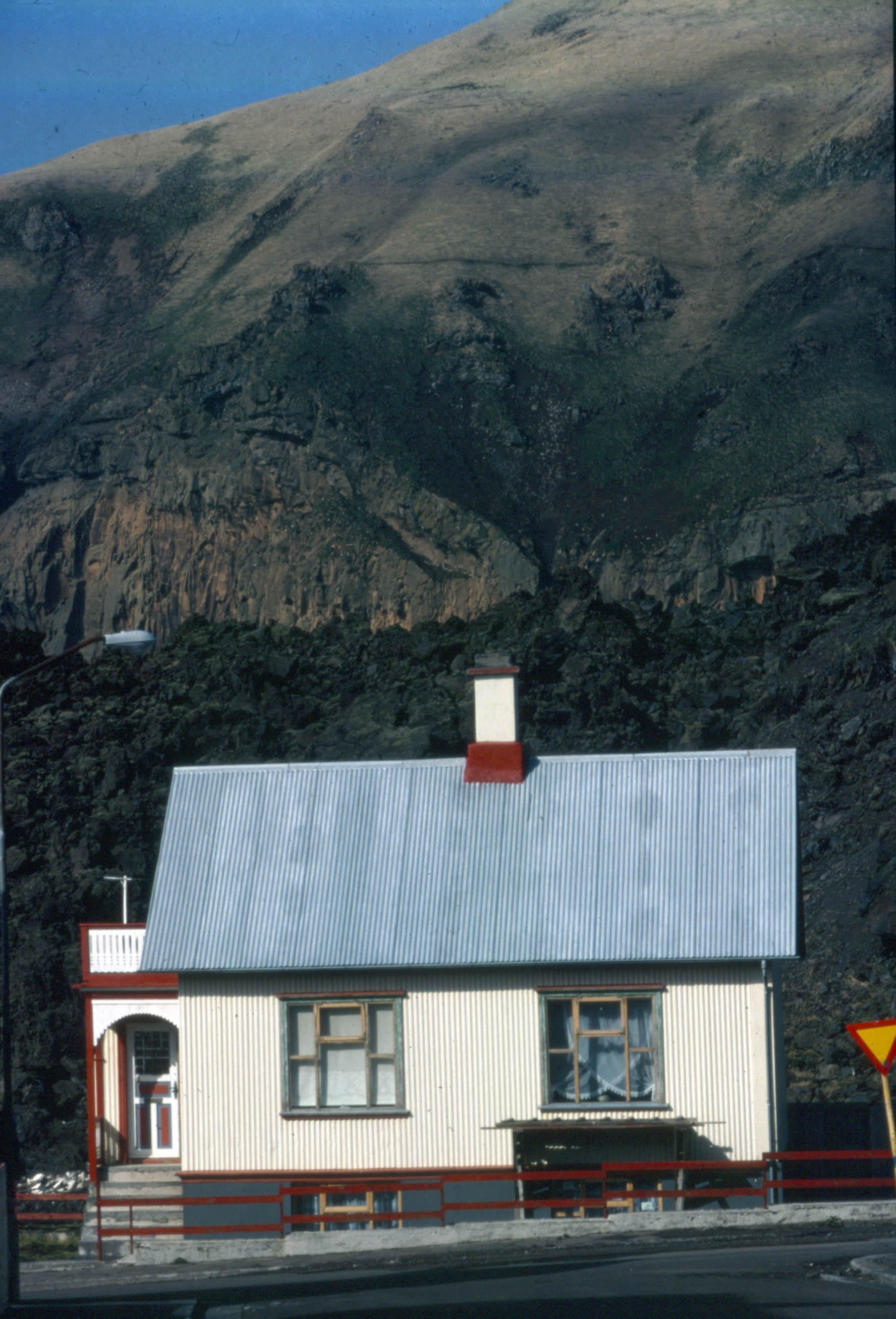